# Juan Faccio
Juan Ricardo Faccio Porta (Montevideo, 8 de diciembre de 1936- Montevideo, 15 de julio de 2024) fue un exfutbolista y entrenador uruguayo de fútbol. Fue hijo de Ricardo Faccio, sobrino de Roberto Porta y sobrino nieto de Abdón Porte. Como jugador profesional defendió 3 equipos de la Primera División Uruguaya, representó al país como seleccionado juvenil (1955) y también como jugador universitario. Como entrenador dirigió a 6 equipos uruguayos, entre ellos Peñarol y Nacional, y 7 equipos en el exterior, mayoritariamente en México. También estuvo al frente de la Selección Uruguaya y de la pre-olímpica, así como también de la selección de El Salvador en el hexagonal de 1978 realizado en México. En sus últimos años de vida, se desempeñó como periodista deportivo.

## Futbolista
Nacido en el barrio Jacinto Vera de Montevideo, empezó jugando al fútbol como defensa en Nacional a fines de 1950, después siguió en River Plate donde al tiempo fue a préstamo a Centro Atlético Fénix para luego volver a River Plate de Montevideo. En Primera defendió los colores de River Plate de Montevideo, Club Atlético Bella Vista y Liverpool de Montevideo entre los años 1956 y 1967. Fue seleccionado juvenil en el año 1955. Jugador de la Selección de la Divisional 1.ª B (1961). Jugador Universitario (1963), Universiada disputada en Yakarta, Indonesia. 3.er lugar, Medalla de Bronce.

## Director técnico
Luego que se retiró tempranamente como jugador a los 28 años, Faccio fue director Técnico. Inició su carrera como entrenador en Liverpool de Montevideo en 1967 y dirigió por última vez a Peñarol en 1992, habiendo dirigido 13 equipos y 2 selecciones nacionales. Fue director técnico de la Selección Nacional de El Salvador, en el premundial de México 1978 que daba una plaza a la Copa del Mundo a realizar en Argentina. Posteriormente hubo pláticas de contratación con el equipo de la Primera División de México, con los Camoteros de Puebla, y cuando parecía que todo estaba arreglado y por situaciones de índole económico en su contratación, aceptó la propuesta presentada por el Coyotes Neza desde 1979 a 1982, liderando el equipo 157 partidos en la Primera División de México. Estuvo al frente de la Selección de la Liga Universitaria de Deportes en 1985, disputó la Universiada en Kobe, Japón obteniendo la Medalla de Plata.

## Periodismo deportivo
Medios en los que trabajó.

### Periódicos
1. El Diario. Columnista (1987-88)
2. Últimas Noticias. Columnista (desde 1992)

### Radios
1. Radio Sport. Comentarista de Eduardo «Lalo» Fernández (1985-86)
2. Radio Sarandí Sport. (1993-97. 5 días a la semana, 3 horas al aire)
3. Radio Centenario. Comentarista de fútbol, sábados y domingos.

### Televisión
1. Canal 5 SODRE. Programa "Juego Limpio", panelista titular por espacio de 8 años.
2. Canal 4 Monte Carlo. Programa "Gol a Gol", panelista titular con 3 exposiciones semanales por espacio de 5 años.
3. Canal VTV. Programa "Sin Límite". Panelista desde el año 2009.[5]

## Actividad artística
Integrante del Taller de escritura Dramática del Teatro El Galpón, Autor de obras teatrales registradas en Biblioteca Nacional y AGADU, ambas estrenadas con buena crítica.
1. "El tercer Tiempo", dirección de Jorge Denevi, con actuaciones estelares de los artistas Pepe Vásquez, Mary da Cuña, Humberto de Vargas, Mario Ferreira, Margarita Musto, Bananita González y Emilia Díaz con música de Mauricio Ubal y Murga Contrafarsa.
2. "Obdulio, la franqueza tan temida". Dirección de Marcelino Duffau y actuaciones de Carlín, Roberto Romero, Ricardo Couto, Héctor Espinelli y Graciela Patrón.

## Méritos
1. Presidente del Tribunal de Honor de la Mutual Uruguaya de Futbolistas Profesionales. Desde 1991 a la fecha en funciones.
2. Integrante de la Comisión de Honor del Círculo de Periodistas Deportivos del Uruguay desde 2007 a la fecha en funciones.
3. Integrante de la Terna del River Plate de Montevideo ante la Asociación Uruguaya de Fútbol. Desde 2007 a la fecha en funciones.
4. Jugador Fundador de El Tanque Sisley.